# Cornelis de Wolff
Cornelis de Wolff (Middelburg, 9 april 1865 – Wageningen, 31 maart 1909) was een Nederlands muziekdocent en componist.
Hij werd geboren binnen het bakkersgezin van Charles Johannes de Wolff en Teuntje Baan. Hij was de neef van Charles Johannes de Wolff (Middelburg 1878-1941), grootvader van de organist en dirigent Charles Johannes de Wolff. Cornelis huwde in 1892 met Klasina Brandt (Middelburg 1858-Den Haag 1930), voor wie dit het tweede huwelijk was. Het echtpaar kreeg één zoon, die ook Charles Johannes heette.
Naast zijn activiteit als muziekdocent en componist vulde De Wolff zijn tijd met het leiding geven aan een zangvereniging in Wageningen. Hij dirigeerde in 1900 het "Gemengd Koor" uit Wageningen aan het oratorium Elias van Felix Mendelssohn Bartholdy. Het jaar daarop, in 1901, gaf De Wolff leiding aan een meer dan veertigkoppig koor, dat zijn cantate ten gehore bracht ter gelegenheid van de opening van het sanatorium behorende bij Oranje Nassau's Oord.
Er verschenen van zijn hand:
- een fantasie voor orgel en orkest
- Miniaturen voor piano, uitgegeven door De Algemene Muziekhandel (Goede morgen, Kinderlijk smeeken, Goed geluimd, Kruidje roer me niet, Avondliedje, Altijd melankoliek, Altijd vrolijk, Ernstige vraag, Scherzo, Tweezang en Studie)
- Nieuwe miniaturen, uitgegeven door De Algemene Muziekhandel, Stumpff & Koning, Amsterdam (Spinlied, Pronkjuweeltje, In goed humeur, Humoreske, Moment musical, Morgenwandeling, Er was eens en Snaterbekje-Etude)
- Drei Lieder für eine Singstummer mit Klavier (Der Eichwald, Abendfriede en Frühling), uitgegeven door Alsbach in Amsterdam
- Two songs by Alfred Tennyson voor mezzosopraan: Break, break, break en A farewell
- Drie Lieder für eine Singstimme mit Klavier (Mutter, Herbstabend, Wiegenlied), uitgegeven bij Alsbach in 1907
- Zomernacht, verschenen bij De Algemeene Muziekhandel